# Kismet (tärningsspel)

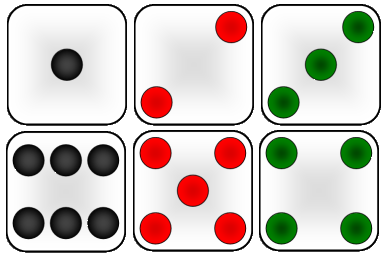
Tärningsögonen som används i Kismet, med tre olika färger.

Kismet är ett kommersiellt tärningsspel som introducerades 1964. Spelets namn är det turkiska ordet för "öde". Spelet publicerades ursprungligen av Lakeside Games, och det har under lång tid producerats av Endless Games. Kismet är en vidareutveckling av Yacht (det har marknadsförts som "the modern game of Yacht") och liknar även Yahtzee, med vissa skillnader, varav den största är att i kismet har tärningssidorna olika färger.

## Spelets innehåll
Spelet består av fem vita tärningar med färgade ögon ( och  är svarta,  och  är röda,  och  är gröna), en tärningskopp, ett poängblock och en penna.

## Spelets struktur
Spelarna turas om att kasta fem tärningar. Varje spelare har upp till tre kast per tur. På andra och tredje kast kan spelaren spara tärningar från de tidigare kasten för att uppnå bättre poängkombinationer. I slutet av det tredje kastet måste spelaren ange en poäng i ett öppet fält på sitt poängblock. Om spelaren inte kan använda sitt tredje kast i något fält, måste de ange en nolla i ett öppet fält.

### Poängkort
Varje spelare håller en löpande sammanställning över sina kast på ett poängkort som är uppdelat i två sektioner, grundsektionen och Kismet-sektionen.

#### Grundsektionen
Grundsektionen på poängkortet fungerar på samma sätt som övre sektionen i Yatzy. Det finns sex kategorier: ettor (ess), tvåor (deuces), treor (treys), fyror, femmor och sexor. Om exempelvis tärningarna efter tredje kast visar  kan poängen 12 registreras i kategorin fyror eller poängen 3 i kategorin treor eller poängen 6 i kategorin sexor, om respektive kategori fortfarande är öppen.
Som i Yatzy tilldelas en bonus till de spelare som uppnår minst 63 poäng i grundsektionen, men den är på 35 poäng (som i Yahtzee). Kismet tillhandahåller dessutom ytterligare två bonusnivåer: En spelare som fått mellan 71 och 77 poäng i grundsektionen tilldelas en bonus på 55 poäng. En spelare som fått 78 poäng eller mer får en bonus på 75 poäng.

#### Kismet-sektionen
Kismet-sektionen poängsätts efter tärningskombinationer som liknar pokerhänder. Det är i den här sektionen som de färgade tärningarna spelar roll, eftersom de bestämmer poängkriterierna nedan:
| Kategori            | Beskrivning | Poäng                           | Exempel |
| ------------------- | --- | ------------------------------- | ------- |
| 2 par av samma färg | Två likfärgade par: eller . Den femte tärningen kan visa vad som helst. Ett fyrtal, likfärgad kåk eller en kismet kan även ge poäng i denna kategori. | Summan av alla tärningarna      |         |
| Tretal              | Tre eller flera tärningar med samma värde. | Summan av alla tärningarna      |         |
| Stege               | 1-2-3-4-5 eller 2-3-4-5-6. | 30                              |         |
| Färg                | Fem tärningar med samma färg. | 35                              |         |
| Kåk                 | Tretal + par (färgen är inte relvant). | Summan av alla tärningarna + 15 |         |
| Likfärgad kåk       | En kåk med fem tärningar i samma färg. | Summan av alla tärningarna + 20 |         |
| Fyrtal              | Fyra eller flera tärningar med samma värde. | Summan av alla tärningarna + 25 |         |
| Yarborough          | Vilken kombination som helst. (Kismet's motsvarighet till "Chans")                                                                                    | Summan av alla tärningarna      |         |
| Kismet              | Fem tärningar med samma värde. | Summan av alla tärningarna + 50 |         |

### Att slå en kismet flera gånger
Det finns flera olika varianter av spelet när det gäller att slå kismet flera gånger. Generellt gäller dock att Kismet inte tillhandahåller bonuspoäng för flera "femtal". 
I en variant gäller att en spelare som tidigare har slagit kismet kan använda efterföljande femtal som "jokrar" som kan ge poäng i valfri öppen kategori i Kismet-sektionen (förutom stege). Men vanligtvis gäller att i spel med mer än en spelare, så måste övriga spelare fylla i en nolla i den första öppna kategorin (räknat uppifrån på poängbladet) i den grundsektionen (eller Kismet-sektionen om alla grundsektionsrutor har fyllts).Motståndarna förlorar därmed en tur; spelaren som rullade den andra Kismet rullar igen. Detta gäller även efterföljande Kismets. Det är här namnet på spelet kommer in i bilden; med spelaren som rullar flera Kismets, "det är ödet" att de med största sannolikhet kommer att vinna.